# Laguna Francia
La laguna Francia es una laguna amazónica boliviana de agua dulce, ubicada en el municipio de San Andrés de la provincia de Marbán en el departamento del Beni. Se encuentra a una altitud de 164 metros sobre el nivel del mar, y presenta unas dimensiones de 3 kilómetros de largo por 2,8 kilómetros de ancho, con una superficie de 5,6 kilómetros cuadrados. Se encuentra cerca de las lagunas Arroyo Limpio y Azul.
- Datos: Q956700